# François-Joseph Maisonnet

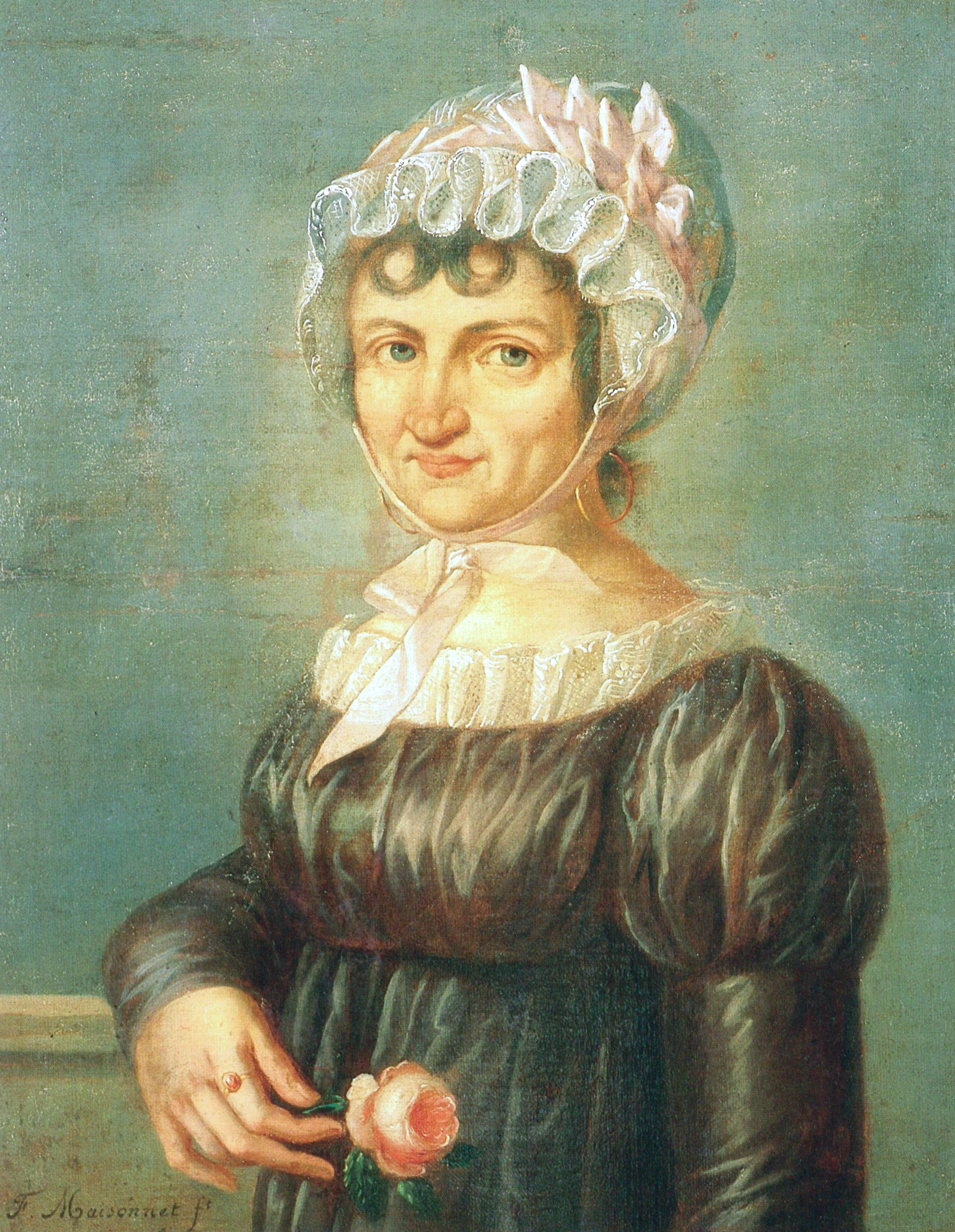
Portret van Marie-Claire Faber

Franciscus Josephus (François-Joseph) Maisonnet (Luxemburg-Stad, 20 september 1791 – Echernach, 25 maart 1826) was een Luxemburgs kunstschilder en graficus.

## Leven en werk
François-Joseph Maisonnet was een zoon van de Luxemburgse schilder Pierre Maisonnet (1755-1827) en de Antwerpse Marie-Thérèse de Brucq en een jongere broer van Pierre-Joseph Maisonnet (1783-1823). Hij leerde de beginselen van het schilderen van zijn vader, zowel thuis als bij diens cursus aan de  Collège municipal. Hij studeerde aan de Koninklijke Academie voor Schone Kunsten van Brussel. In 1817 trouwde hij met Susanne Welter.
Maisonnet schilderde en maakte lithografieën. In 1821 solliciteerden hij en Jean-Baptiste Fresez naar de positie van docent aan de nieuwe tekenschool, daar werd echter de Belgische schilder Bogaert aangenomen. In september 1821 opende Maisonnet een particuliere tekenschool in Luxemburg. Later werd hij tekenleraar in Echternach.

## Enkele werken
- Gezicht op een deel van Clausen, litho
- Stadsgezicht, litho
- Portret van Marie-Claire Faber
- La Paix Es werde Friede, fresco in de abdij van Echternach, later Lycée classique d'Echternach